# Oderberge (Frankfurt nad Odrą)
Oderberge – wzgórza na południowym wschodzie Frankfurtu nad Odrą, w południowej części dzielnicy Lossow, nieopodal rezerwatu Mittlere Oder i północnych granic gminy Brieskow-Finkenheerd.